# Zoufris Maracas
Zoufris Maracas es un grupo de música francés.

## Historia
El grupo está formado por dos amigos de la infancia originarios de Sète, Vincent Sanchez, conocido como Vin's y Vincent Allard, conocido como Micho. El nombre del grupo Zoufris hace referencia a los trabajadores argelinos que fueron a trabajar a Francia en la década de 1950. Antes de formar un grupo de música, los dos amigos viajaron al norte de África y crearon una asociación de cine ambulante. En esa época tocaban algunas melodías de Brassens y Brel para divertirse. Unos años más tarde, en París, Vin trabajó para Greenpeace y reclutó miembros en la calle. Allí se le unió Micho que se había ido a vivir a México. En 2007 comenzaron a tocar en el metro de París como dúo donde los conoció el productor independiente Julio Rodrigues, que les presentó al baterista François Causse. Además de François Causse en la batería, el grupo se amplíó con la llegada de Brice Moscardini a la trompeta y Michael Demeyere a la guitarra gitana. En 2010, La Rue Kétanou los invitó a subir al escenario por primera vez.
Su primer sencillo Et ta mère fue lanzado en 2011, seguido, en 2012, por su álbum debut Prison dorée.
En la temporada 2012, dieron una media de unos 10 conciertos al mes. Participaron en el Festival en Othe 2012 y fueron llamados los mimados de Lords of Rock por el nombre de una webmagazine suiza. El sencillo Et ta mère sonó en Radio Nova, Le Mouv' y France Inter, lo que les permite llegar a una gran audiencia que asistió a los conciertos que dieron en una gira en la que se programaron más de 120 fechas en dos años y con la que participaron en numerosos festivales como Solidays, Le Paléo en Suiza, Fernande en Sète o el Festival international de la chanson de Granby en Quebec.
También produjeron varios videos musicales: Et ta mère, Cocagne, Dis papa, Un gamin y Prison dorée, varios de los cuales fueron transmitidos por televisión, en particular por el canal francés M6.
Para completar la gira de su primer disco, llenaron el Cabaret Sauvage de París en 2013. Organizaron otro concierto a principios de 2014 titulado Les Zoufris font la Manche au Cabaret Sauvage, cuyas ganancias se recaudaron "a la gorra" y fueron donadas a un grupo de personas migrantes indocumentadas.
Su segundo álbum Chienne de vie fue lanzado en 2015 en su sello Chapter Two / Wagram. Comenzaron a escribir este álbum en México. En él volcaron sus influencias africanas, latinas y gitanas. Colaboraron en este álbum con Winston Mc Anuff en la pista Nanotechnologie y el grupo reunionés Lindigo para la pista Pacific.
Un tercer álbum, Le live de la jungle, fue lanzado en 2016. Incluye nueve pistas en vivo y cinco versiones acústicas.
El grupo tocó en la ZAD de Sivens y Notre-Dame-des-Landes, y en 2016 firmó conjuntamente un llamamiento contra el proyecto Notre Dame des Landes.

## Miembros
- Vincent Sánchez: voz
- Vincent Allard: guitarra vocal
- François Causse: batería
- Brice Moscardini: trompeta
- Michael Demeyere: guitarra gitana
- Petteri Parviainen: bajo

## Discografía
- Et ta mère (2011)
- Prison dorée (2012)
- Chienne de vie (2015)
- Le live de la jungle (2016)
- Bleu de lune (2020)
- La course folle (2024)